# Mayo Clinic Proceedings
Les Mayo Clinic Proceedings, indexés sous l'abréviation Mayo Clin. Proc., sont un journal médical revu par les pairs publié par Elsevier et soutenu par la Mayo Clinic. Ils abordent les thèmes de la médecine interne et générale. Le journal a été fondé en 1926 sous le titre Proceedings of the Staff Meetings of the Mayo Clinic et adopta son nom courant en 1964. Selon les Journal Citation Reports, la publication bénéficie en 2014 d'un facteur d'impact de 6,262, la classant 11e parmi les 153 journaux de catégorie « Medicine, General & Internal ». L'édition en ligne sur Internet débuta en 1999. Initialement le site consistait en une liste de tables des matières et de sommaires. En 2012 le site adopte sa forme actuelle : en sus du contenu du journal il présente des images médicales, des cas cliniques, une rubrique artistique, des vignettes scientifiques (en anglais « Medical Images, Residents Clinics, Art at Mayo, and Stamp Vignettes on Medical Science ») ainsi que des entretiens avec certains auteurs. Les lecteurs peuvent obtenir des crédits pour leur formation médicale continue.

## Rédacteurs en chef
Les personnalités suivantes ont été rédactrices en chef de la publication :
- E. D. Bayrd (1964–1970)
- A. B. Hayles (1971–1976)
- J. L. Juergens (1977–1981)
- R. G. Siekert (1982–1986)
- P. J. Palumbo (1987–1993)
- Udaya B. S. Prakash (1994–1998)
- William L. Lanier (depuis 1999)